# Parque Estadual do Penhasco Verde
O Parque Estadual do Penhasco Verde, situa-se no município brasileiro de São Jerônimo da Serra, no estado do Paraná.
O parque foi criado em 5 de junho de 1991, pelo decreto nº 457 do governo estadual, tendo como objetivo buscar proteger a biodiversidade regional, preservando as espécies de fauna e flora, os mananciais de águas e os demais recursos ambientais, com a utilização para de uso educacionais, recreativos, científicos e administrativos.

## Ligações Externas
- Página Oficial do Instituto Ambiental do Paraná